# Nikolaj Nikolaevič Urvancev
Nikolaj Nikolaevič Urvancev, in russo Николай Николаевич Урванцев? (Lukojanov, 17 o 29 gennaio 1893 – Leningrado, 20 febbraio 1985), è stato un geologo ed esploratore russo dell'Artico fu uno degli scopritori delle risorse minerarie di Noril'sk nel 1919-1922.

## Biografia
Urvancev si è laureato al Politecnico di Tomsk nel 1918. Nel 1922, mentre conduceva una spedizione geologica, ha ritrovato alcuni reperti riconducibili a Peter Tessem e Paul Knutsen, membri dell'equipaggio della spedizione artica di Amundsen del 1918 misteriosamente scomparsi. Urvancev ha recuperato lettere e dati scientifici che i due sfortunati norvegesi avevano con sé. I preziosi documenti giacevano abbandonati sulle rive del mare di Kara nei pressi della foce del fiume Zeledeeva.
Nel 1930-1932, insieme con Georgij Ušakov, ha esplorato la Severnaja Zemlja dove hanno scoperto che l'arcipelago era composto da molte più isole di quanto precedentemente si pensasse. È stato insignito dell'Ordine di Lenin e nel 1935 ha pubblicato il libro Nella Severnaja Zemlja (На Северной Земле).
Nel 1933-1934, è stato messo alla guida della storica spedizione di ricerca del petrolio nella Siberia settentrionale. Nel 1938, Urvancev è stato arrestato e condannato a 15 anni di campi di prigionia per sabotaggio e complicità in organizzazione controrivoluzionaria. Nel febbraio del 1940, la condanna è stata annullata per mancanza di prove, ma nel mese di agosto Urvancev è stato nuovamente arrestato, condannato a 8 anni e inviato ai lavori forzati nei campi di lavoro di Karlag e di Norillag. È stato liberato nel 1945. Negli anni 1944-1948 ha preso parte alla ricerca dell'uranio nella penisola del Tajmyr per la costruzione della bomba atomica sovietica. Nel 1954 è stato completamente riabilitato. In occasione del suo settantesimo compleanno ha ricevuto per la seconda volta la più alta onorificenza sovietica: l'Ordine di Lenin.

## Luoghi a lui dedicati
- Baia di Urvancev (бухта Урванцева) sull'isola Olenij (74°43′40″N 85°36′12″E).